# سناگو
سناگو (به ایتالیایی: Senago) یک کومونه در ایتالیا است که در استان میلان واقع شده‌است.

## خصوصیات
سناگو ۸٫۶ کیلومترمربع مساحت و ۲۰٬۱۹۹ نفر جمعیت دارد و ۱۷۶ متر بالاتر از سطح دریا واقع شده‌است.